# 新年のツリー

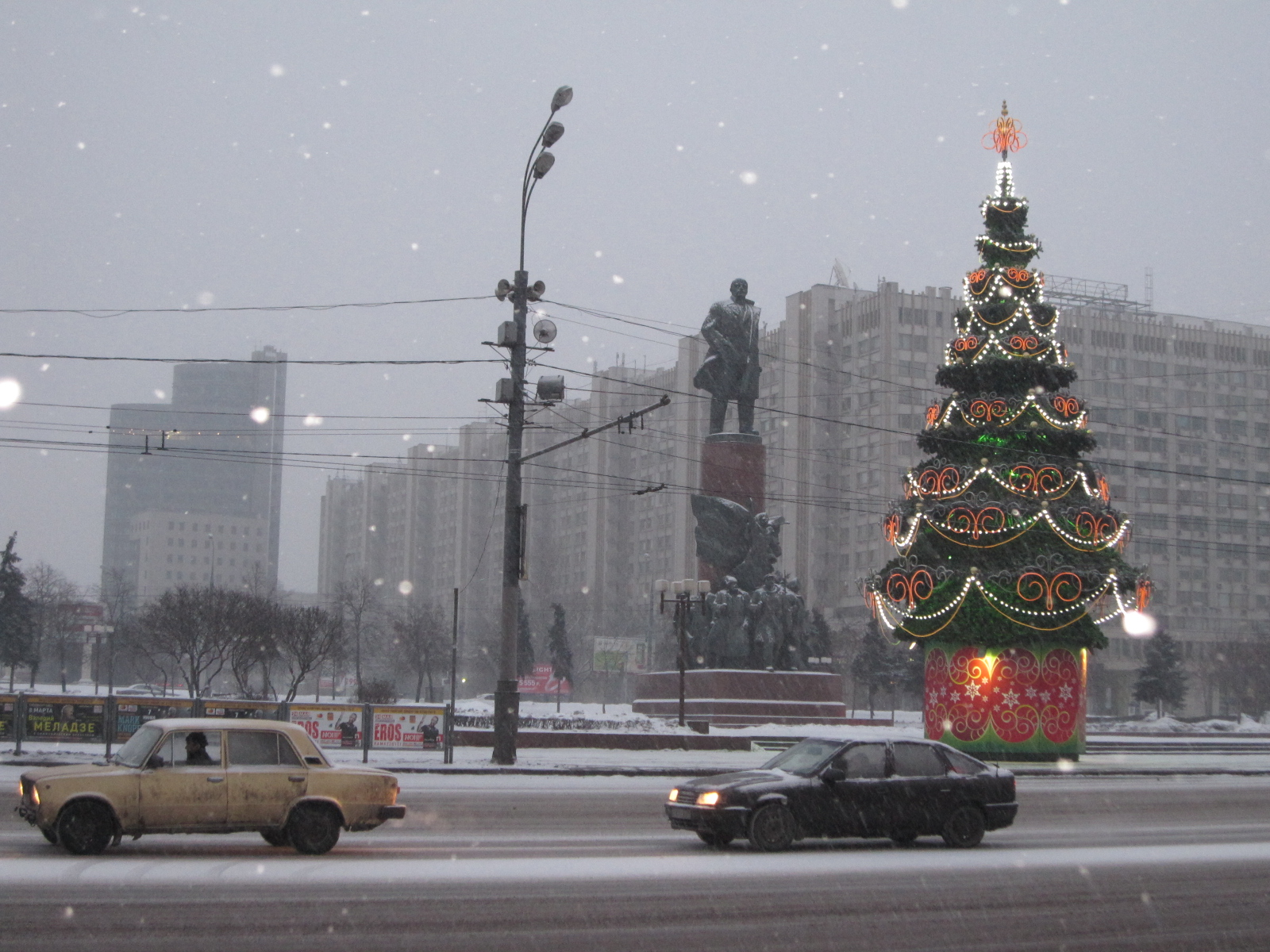
新年のツリー、モスクワで。

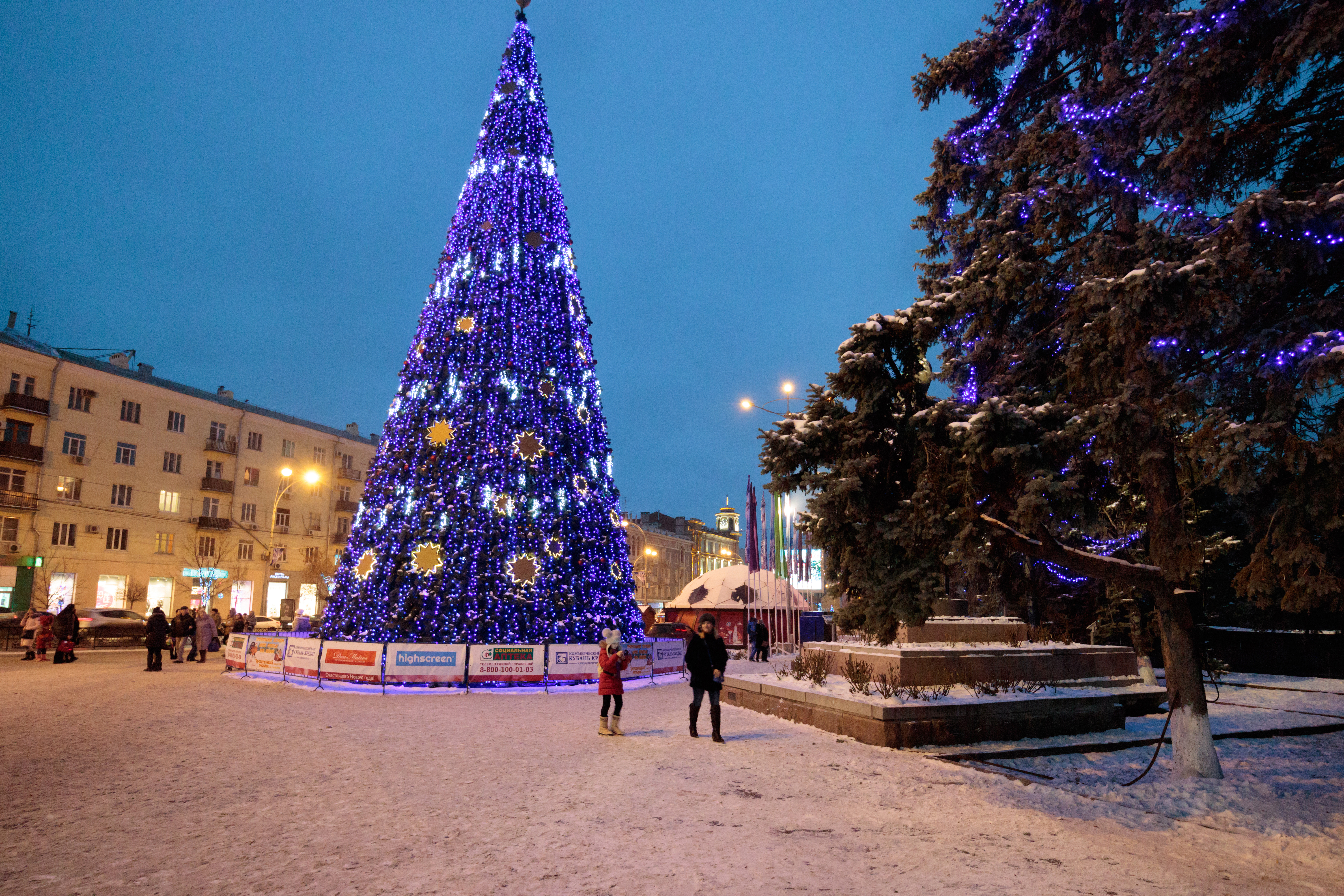
新年のツリー、ロストフ・ナ・ドヌで。

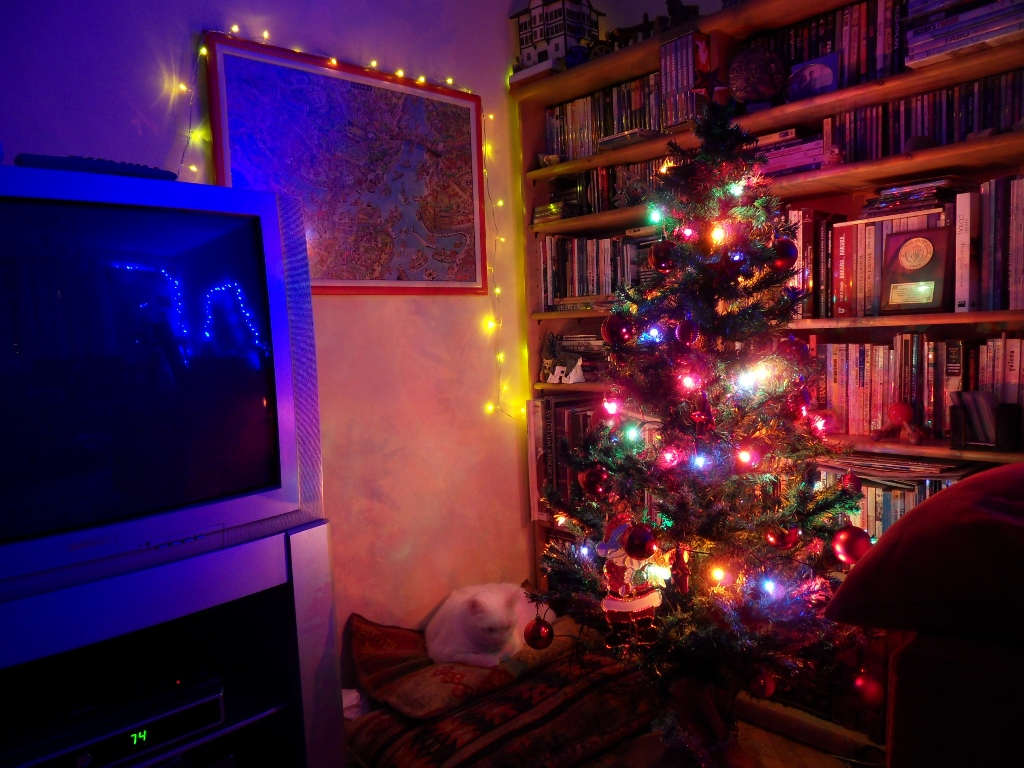
トルコの家庭の新年のツリー。

新年のツリー（しんねんのツリー、英語: New Year tree）は新年のために立てられる樹木をいい、ロシア、トルコなどでその習慣がある。

## ロシアのヨールカ
正教会が盛んなロシアでは伝統的に、イエス・キリストの誕生を祝うクリスマスよりも、東方の三博士の来訪でイエスが初めてこの世に現れた日（神現祭）が大切にされてきた。ピョートル大帝によりクリスマスツリーの習慣がロシアに移植されて、その後ソビエト時代のロシアでも欧米のクリスマスに対抗するためにも、神現祭の時期に「ヨールカ」（ロシア語: ёлка）と呼ばれるモミの木を飾り子供たちのお祭りにする習慣は大切にされてきた。現在でも毎年、モスクワのクレムリンなどに大きなヨールカが飾られる。  

## トルコの新年のツリー
イスラム教徒が大多数を占めるトルコでも、新年のツリーを飾る習慣がある。